# Austrocheirus
Austrocheirus – rodzaj teropoda żyjącego w późnej kredzie w Ameryce Południowej, być może należącego do grupy abelizauroidów (Abelisauroidea). Został opisany w 2010 roku przez Martína Ezcurrę i współpracowników w 2010 roku w oparciu o kości nadgarstka, dystalną część kości piszczelowej oraz kilka kości stóp i kręgosłupa. Szczątki te odkryto w górnokredowych osadach formacji Pari Aike w południowo-zachodniej Patagonii. Okaz te odnaleziono 17 marca 2002 roku w Hoyada Arroyo Seco. Od innych bazalnych teropodów odróżniają go cechy trzeciej kości śródręcza i paliczków stóp. Według analizy kladystycznej przeprowadzonej przez autorów Austrocheirus jest bardziej zaawansowany niż ceratozaur i berberozaur i znajduje się w politomii u podstawy drzewa filogenetycznego abelizauroidów. Jego przynależność do tego kladu wspierają dwie synapomorfie. Austrocheirus jest pierwszym znanym średniej wielkości późnokredowym abelizauroidem mającym nieatroficzne kończyny przednie. Wskazuje to, że redukcja kończyn przednich u zaawansowanych abelizaurów nie wiąże się bezpośrednio ze zwiększeniem rozmiarów. Prawdopodobnie abelizaury są też jedyną linią ewolucyjną ceratozaurów, u której zaszła atrofia kończyn przednich. Wnioski Ezcurry i współpracowników zakwestionował Rauhut (2012), według którego nie można potwierdzić, że cechy mające dowodzić przynależności Austrocheirus do Abelisauroidea rzeczywiście są synapomorfiami Abelisauroidea. Rauhut ogranicza się do sklasyfikowania Austrocheirus jako teropoda o niepewnej pozycji filogenetycznej.
Nazwa Austrocheirus w języku greckim oznacza „południowa ręka”.